# Виктория (водопад)
Викто́рия (англ. Victoria) — водопад на реке Замбези в Южной Африке. Расположен на границе Замбии и Зимбабве. Ширина водопада — 1800 метров, высота — 120 метров. Расход воды сильно меняется по сезонам, средний около 1400 м³/с.
Виктория — единственный водопад в мире, одновременно имеющий более 100 метров в высоту и более километра в ширину. Четвертый в мире по ширине и один из крупнейших по расходу воды.
Шотландский исследователь-путешественник Дэвид Ливингстон, побывавший на водопаде в 1855 году, назвал его в честь королевы Виктории. На языке лози коренного населения этих мест водопад был известен как Моси-оа-Тунья (Mosi-oa-Tunya) — «гремящий дым».
Водопад Виктория является одной из главных достопримечательностей Южной Африки, относится к Всемирному наследию ЮНЕСКО. Входит в состав двух национальных парков — Моси-оа-Тунья в Замбии и Виктория-Фолс в Зимбабве.

## История водопада
Самые древние известные жители области вокруг водопада были охотниками и собирателями из народа лози, на их языке водопад назывался Mosi-oa-Tunya «Гремящий дым».
Считается, что первым европейцем, увидевшим водопад, стал Дэвид Ливингстон. 17 ноября 1855 года, во время путешествия от верховьев Замбези к устью реки (1852—1856), Ливингстон достиг водопада и подплыл к маленькому острову, который впоследствии был назван его именем. Ливингстон был впечатлён водопадами Нгонье. Проплыв далее вниз по течению, он увидел более внушительный водопад и назвал его в честь королевы Виктории. Он написал о водопаде: «Никто не может сравнить эту красоту с чем-либо, виденным в Англии. Глаза европейца прежде никогда не видели ничего подобного. Должно быть, только ангелы в полёте смотрели на столь прекрасные места».
Ранние описания водопада оставили португалец Серпа Пинту, чех Эмиль Голуб, британский художник Томас Бейнс, автор первых сохранившихся изображений Виктории. Впрочем, с тех пор, когда в 1905 году в этот район была проведена железная дорога, многие могли увидеть водопад своими глазами.

## Географическое положение водопада

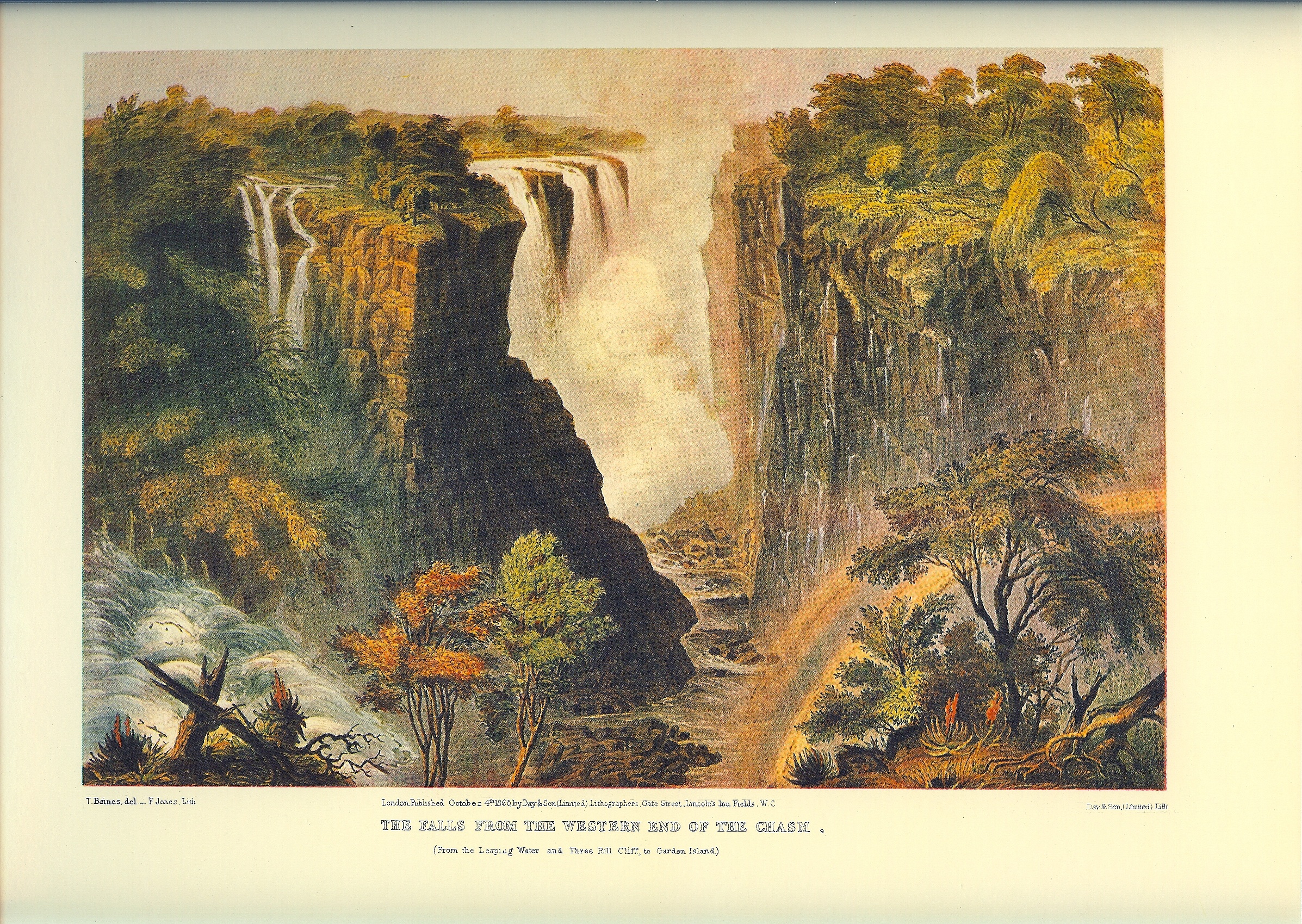
Водопад Виктория на картине Томаса Бейнса

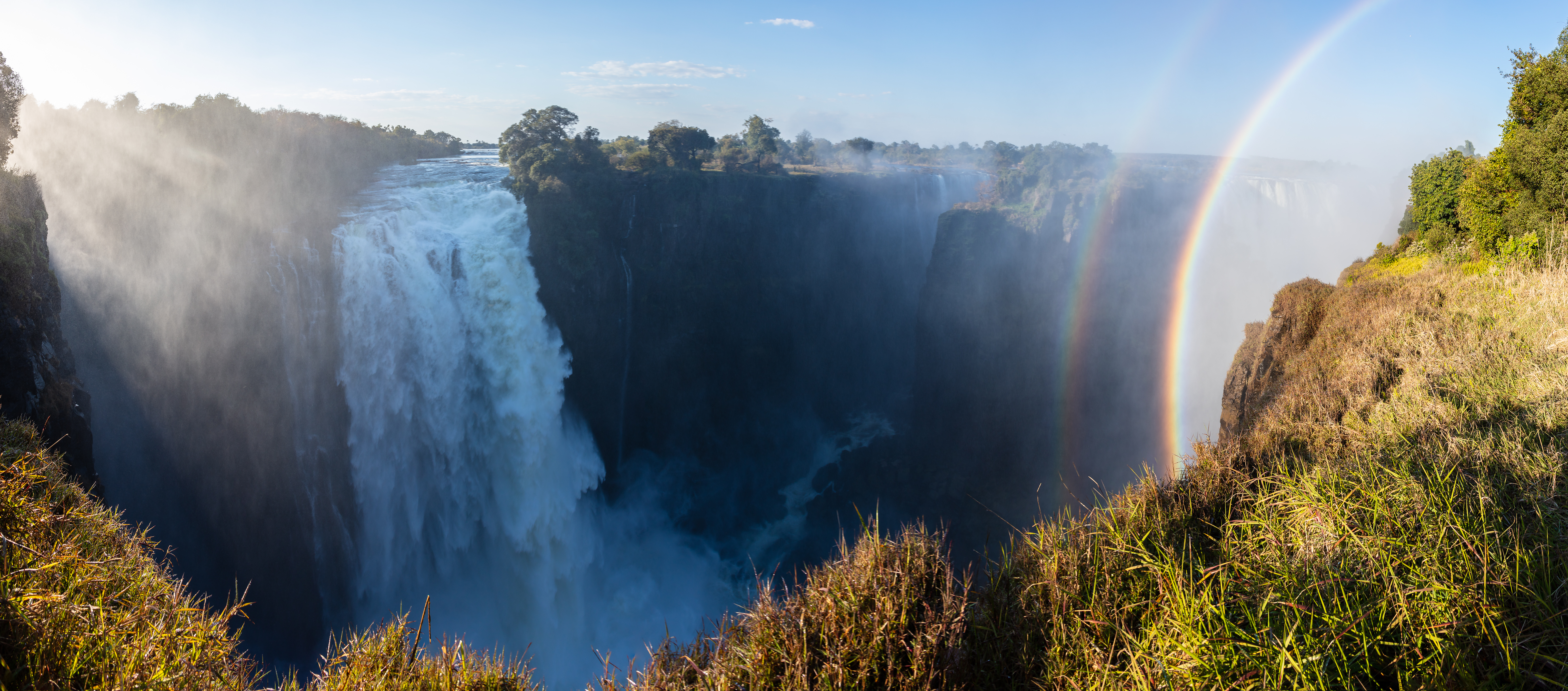
Ущелье

Водопад расположен примерно на середине течения реки Замбези. Выше водопада Виктории Замбези течёт по плоской базальтовой плите в долине, ограниченной низкими и редкими холмами из песчаника. В течении реки расположены острова, число которых увеличивается по мере приближения к водопаду.
Водопад образовался в месте, где Замбези резко впадает в узкую (примерно 120 метров шириной) расщелину, вырезанную водой в разломе земной коры. Многочисленные островки на гребне делят водопад, формируя протоки. С течением времени водопад отступал вверх по течению, прогрызая себе все новые и новые расщелины. Эти расщелины теперь образуют зигзагообразное русло реки с отвесными стенами. Их хорошо видно на спутниковых снимках.
Водопад чрезвычайно широк, приблизительно 1800 метров в ширину, высота падения воды изменяется от 80 метров у правого берега водопада до 108 метров в центре. Водопад Виктория примерно в два раза выше Ниагарского водопада и более чем вдвое шире его главной части («Подковы»).
Водопад разделён на четыре части островами на краю пропасти. Рядом с правым берегом реки — наклонный поток 35 метров шириной, названный «прыгающей водой», далее за островом Боарука (шириной 300 метров) идет основной водопад шириной около 460 метров. Остров Ливингстона отделяет главный водопад от второго потока (шириной приблизительно 530 метров), у самого левого берега реки расположен восточный водопад.
Единственный выход из той расщелины, куда сейчас падает вода, — это довольно узкий канал, пробитый водой в её стенке приблизительно на 2/3 расстояния от западного конца. Этот проток имеет ширину примерно 30 метров. Весь объём воды проходит по нему около 120 метров, после чего река попадает в зигзагообразное ущелье. Река не выходит из этого ущелья около 80 км, вплоть до покидания ею базальтового плато.

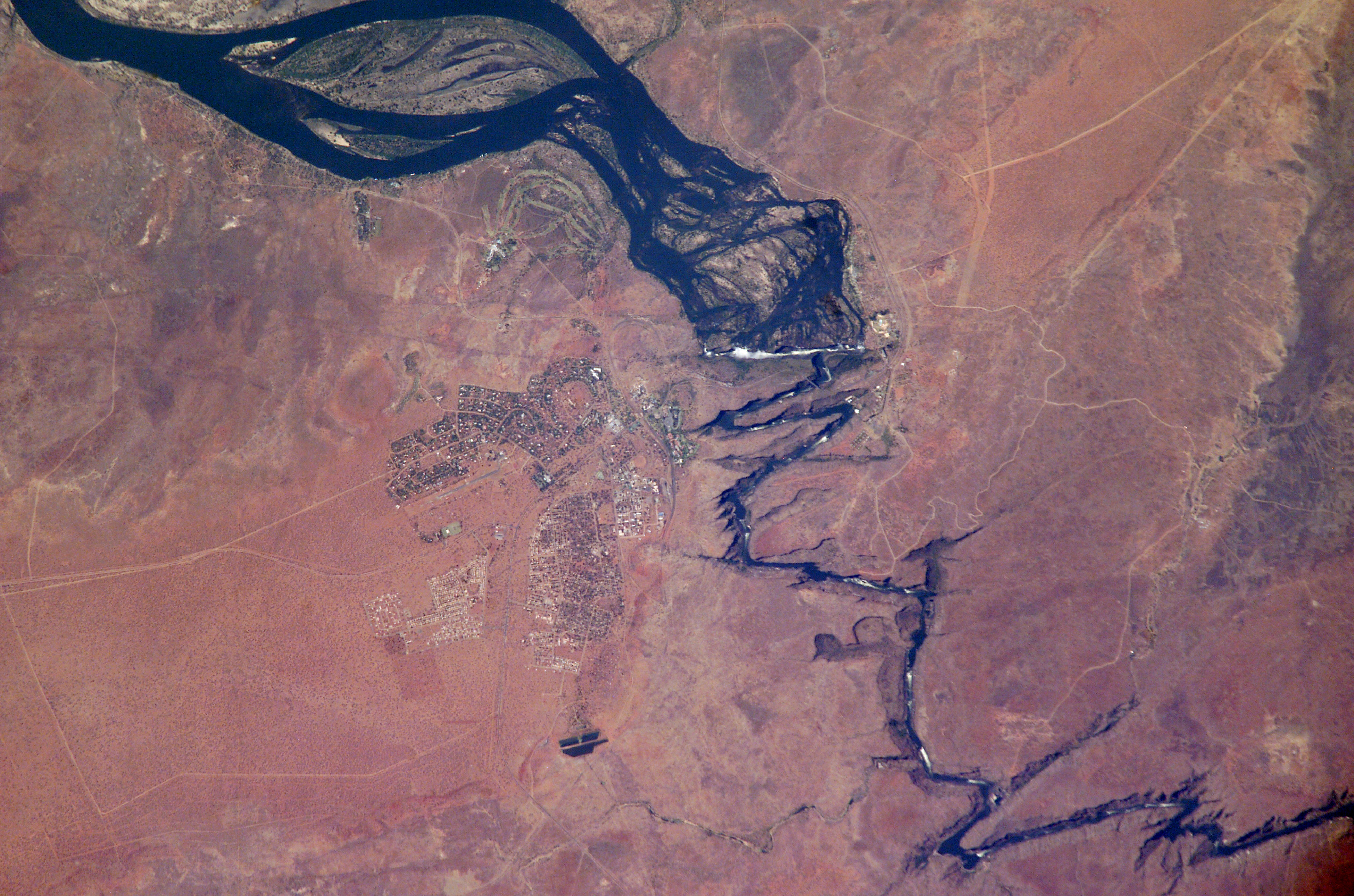
Фотография водопада из космоса

В конце первого зигзага река попадает в глубокий водоем, называемый «Кипящий котёл», шириной около 150 м. В низководье поверхность котла спокойная, но во время высокой воды покрыта неторопливыми гигантскими водоворотами и вспучиваниями водной поверхности.
Стены ущелья — высотой более 120 м.
В дождливый сезон через водопад проходит до 9100 кубических метров воды в секунду. В это время вода сливается через главный водопад сплошным потоком. В 1958 году во время наводнения в Замбези отмечен рекордный уровень стока — более 13 тыс. кубометров/сек. Падающая вода образует брызги и туман, которые могут подниматься на высоту 400 метров и выше. Создаваемый водопадом туман виден на расстоянии до 50 километров.
В сезон засухи водопад сокращается до нескольких узких струек, брызги и туман почти отсутствуют, поток снижается до 350 кубических метров в секунду. В это время можно изучать глубины ущелья, обычно залитые водой. Между максимальным потоком в апреле и минимальным в конце октября уровень воды в ущельях меняется почти на 20 метров.
В верхней точке водопада Виктория есть естественная выемка, называемая Купелью Дьявола (Devil’s Pool). С сентября по декабрь, когда уровень воды низок, течение в Купели Дьявола относительно слабое, и туристы-экстремалы плавают в ней в нескольких метрах от обрыва. Бывали случаи гибели таких пловцов, когда их переносило через край «Купели».

## Мост у водопада Виктория

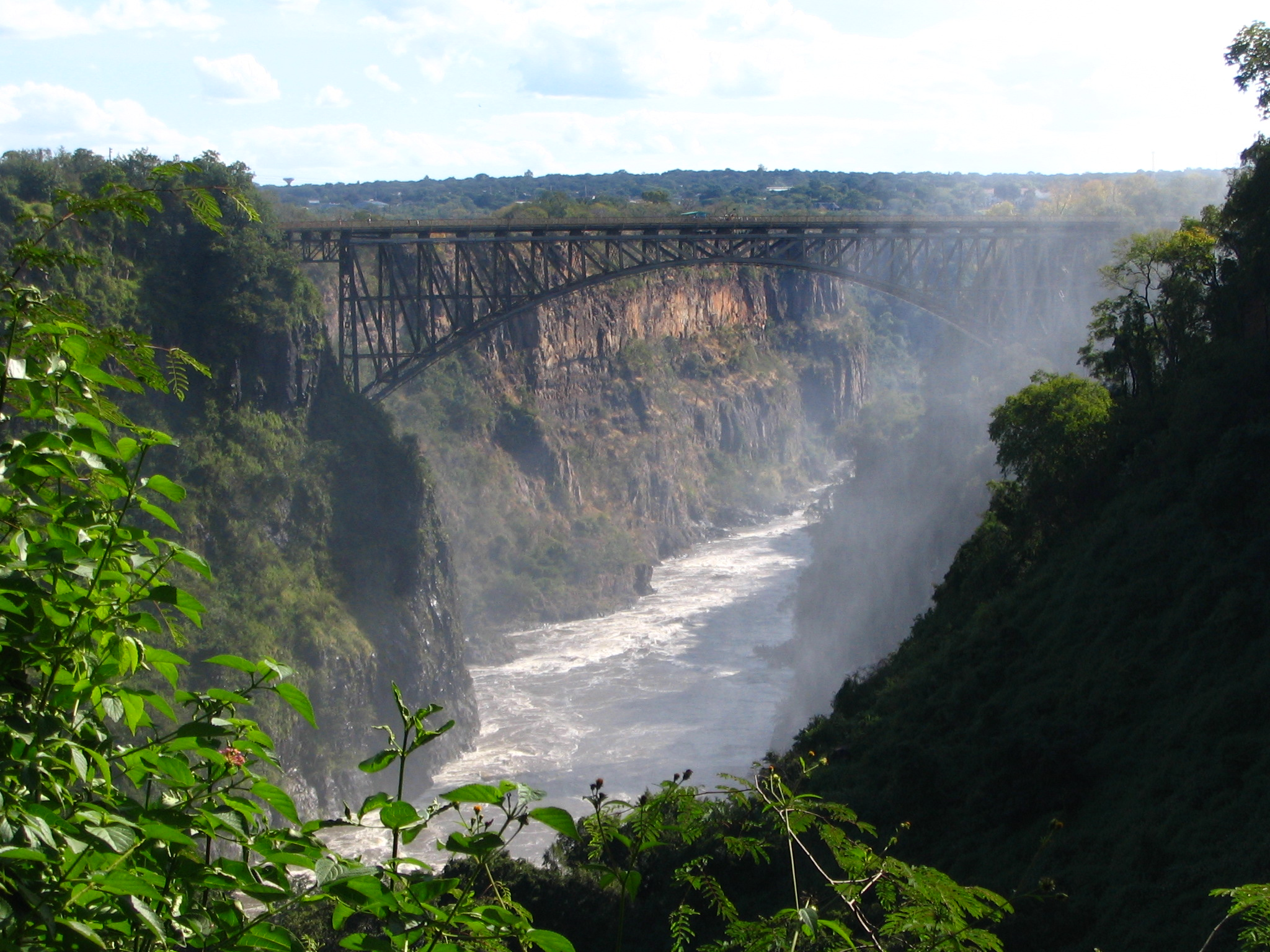
Мост водопада Виктория

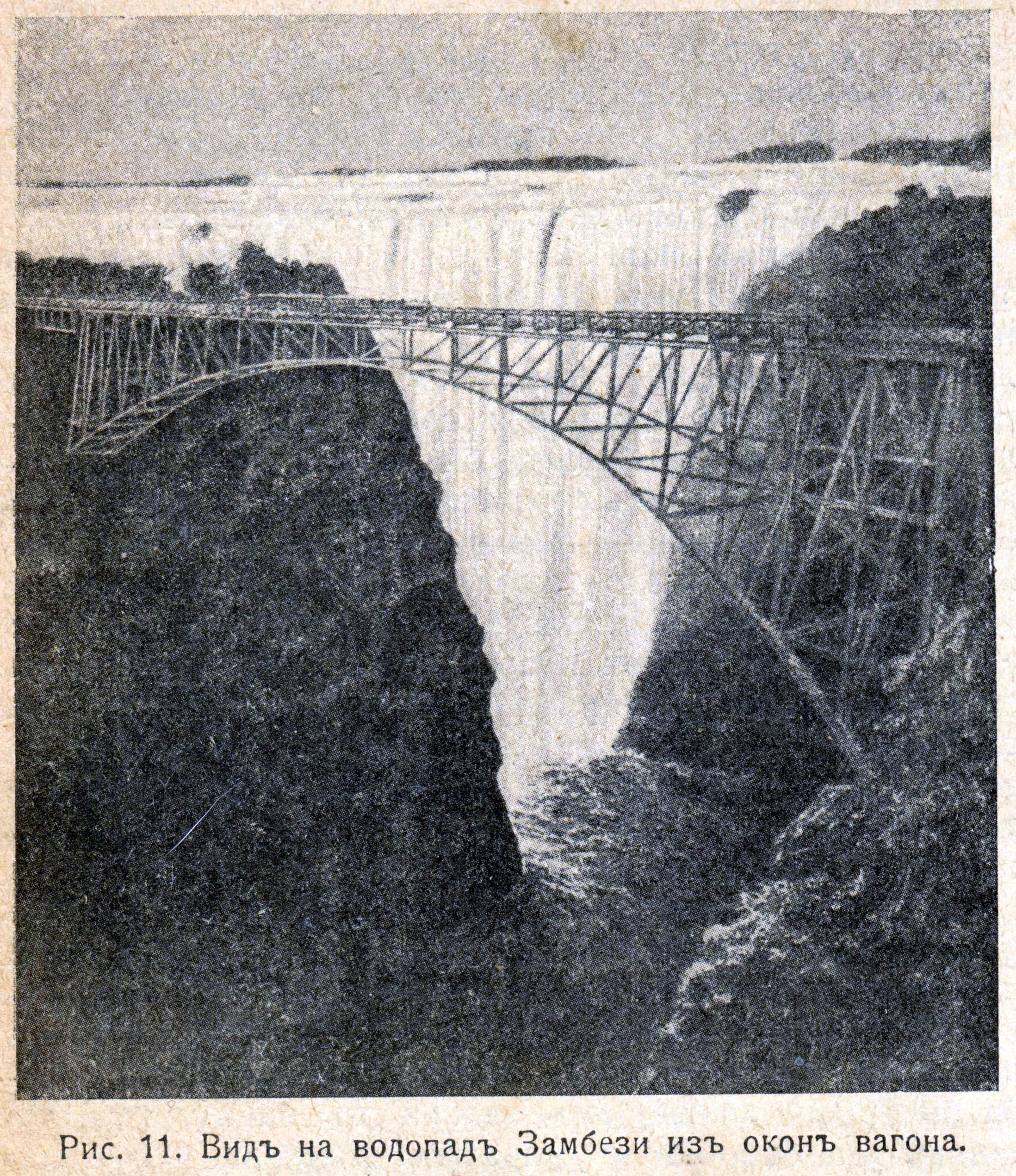
Тот же мост в 1915 году

Ниже «Кипящего котла», примерно под углом 45 градусов к водопаду, через ущелье переброшен мост, один из пяти расположенных на реке Замбези. Мост в форме арки имеет длину 198 метров, вершина моста на 128 метров выше нижнего уровня реки. По мосту проходит трансафриканское Шоссе Каир-Кейптаун, а также разветвляющаяся в разных направлениях железнодорожная линия. 
Возраст моста, и проблемы с техническим обслуживанием, приводят к ограничениям движения. Поезда пересекают мост со скоростью меньше, чем ходьба пешком, а грузовики ограничены массой 30 тонн, что вынуждает более тяжелые грузовики совершать длительные переправы через паром Казунгула или мост Чирунду. В 2006 году мост был отремонтирован, однако максимальная нагрузка на него возросла не намного. Поступали предложения о строительстве нового моста.

## Туризм

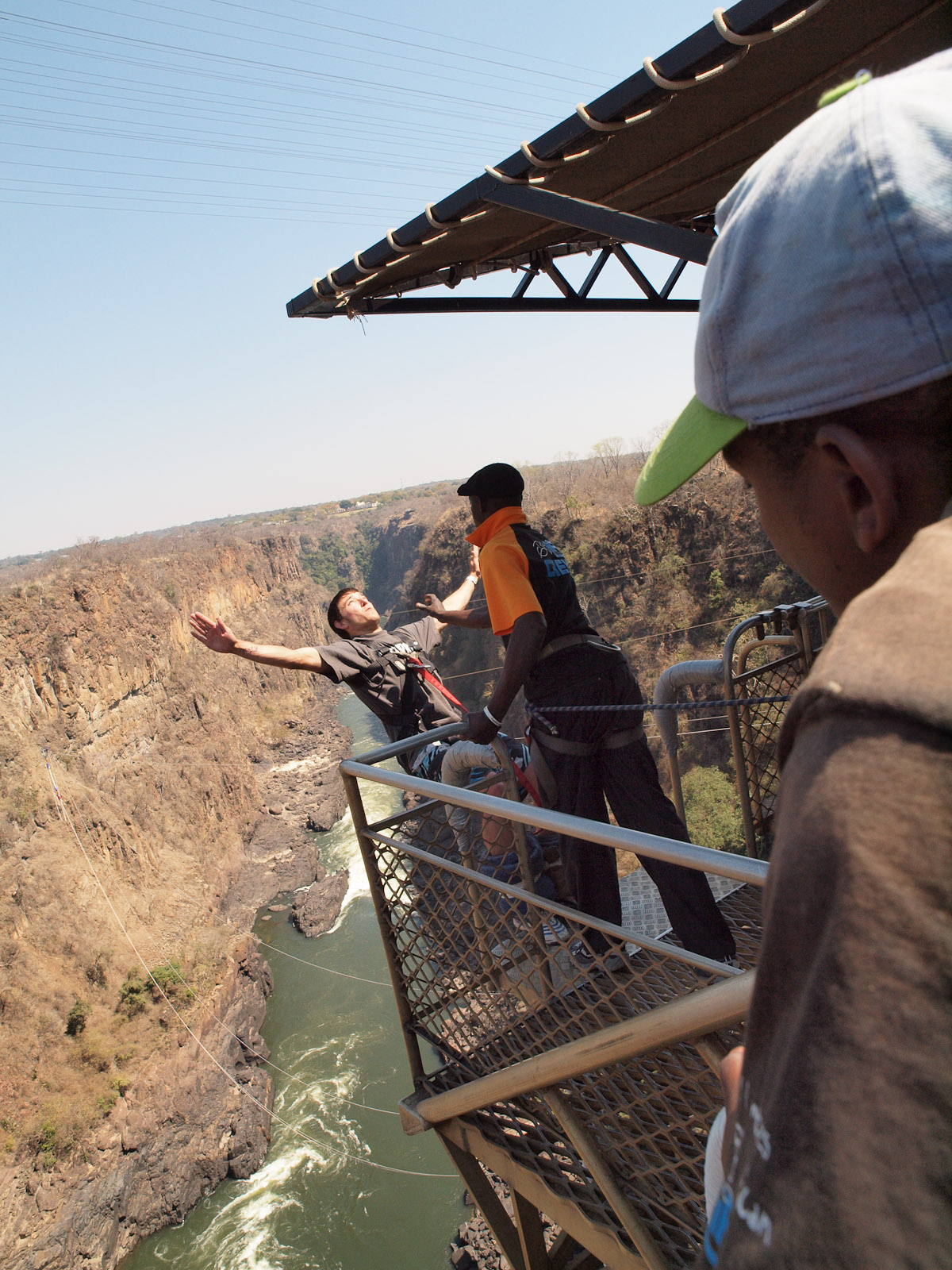
Банджи-джампинг с моста возле водопада

Водопады практически не посещались людьми до тех пор, пока в 1905 году не была проведена железная дорога к Булавайо. После ввода в действие железной дороги они быстро приобрели популярность и сохраняли её до конца британского колониального правления. На стороне Зимбабве вырос туристский город. В конце 1960-х количество туристов снизилось из-за партизанской борьбы в Зимбабве (Родезии) и задержаний иностранных туристов при президенте Кеннете Каунде (1964—1991) в независимой Замбии.
Независимость Зимбабве в 1980 году принесла относительный мир, в 1980-е годы в регионе пошла новая волна туризма. К концу 1990-х годов почти 300 тысяч человек посещали водопады ежегодно. В 2000-х годах число туристов, посещающих Зимбабве, начало уменьшаться из-за волнений, связанных с президентом Робертом Мугабе (1987—2017).
Зимбабве и Замбия позволяют делать визы для однодневных поездок при пересечении границ без предварительной заявки, однако эти визы считаются дорогими.
Сразу после водопада начинается участок реки с многочисленными порогами, что привлекает поклонников сплавов на каяках и рафтах. Пороги достаточно безопасны для начинающих туристов, при большом расходе воды нет опасных камней, и после всех порогов идут участки гладкой воды.

## Национальные парки
Водопад находится на территории двух национальных парков — Моси-оа-Тунья в Замбии и Виктория-Фолс в Зимбабве. Оба они небольшие и имеют площадь 66 и 23 км², соответственно.
На территории национальных парков обитают дикие животные, включая многочисленные стада слонов и семьи жирафов, в реке — многочисленные гиппопотамы. В национальный парк Моси-оа-Тунья из Южной Африки завезены два белых носорога.

## Переименование
В 2013 году правящая партия Зимбабве ЗАНУ — ПФ призвала прекратить «прославлять колониализм» и переименовать знаменитый водопад Виктория. По мнению властей, в официальных источниках за одним из природных чудес света необходимо закрепить название «Моси-оа-Тунья» («Гремящий дым»). Так водопад издревле называли коренные жители. Глава Ассоциации ветеранов борцов за независимость Зимбабве Джабулани Сибанда заявил, что решение о переименовании принято и пересматриваться не будет. Власти страны также заявили, что все географические колониальные названия необходимо менять на местные.

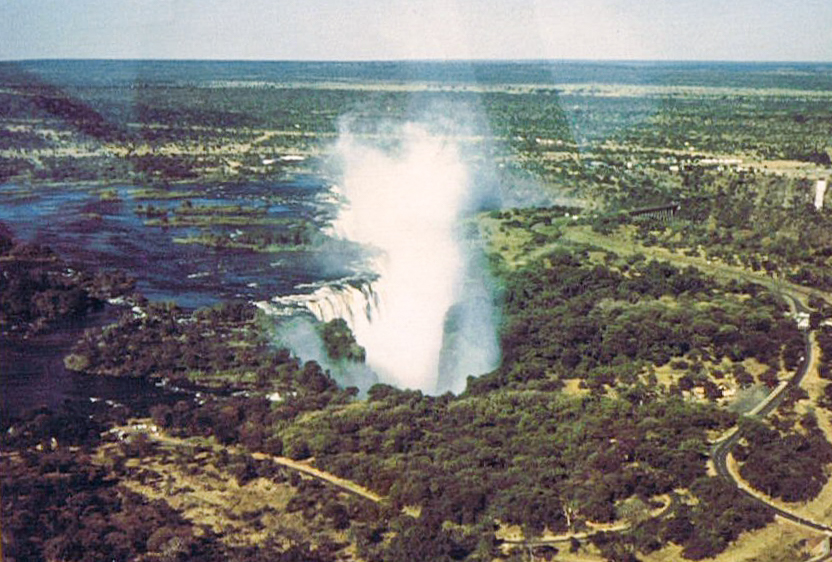
Дождливый сезон 1972 года
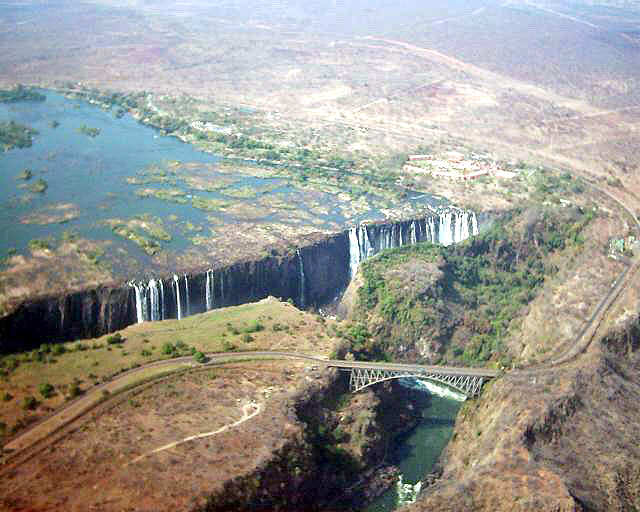
Засушливый сезон 2003 года
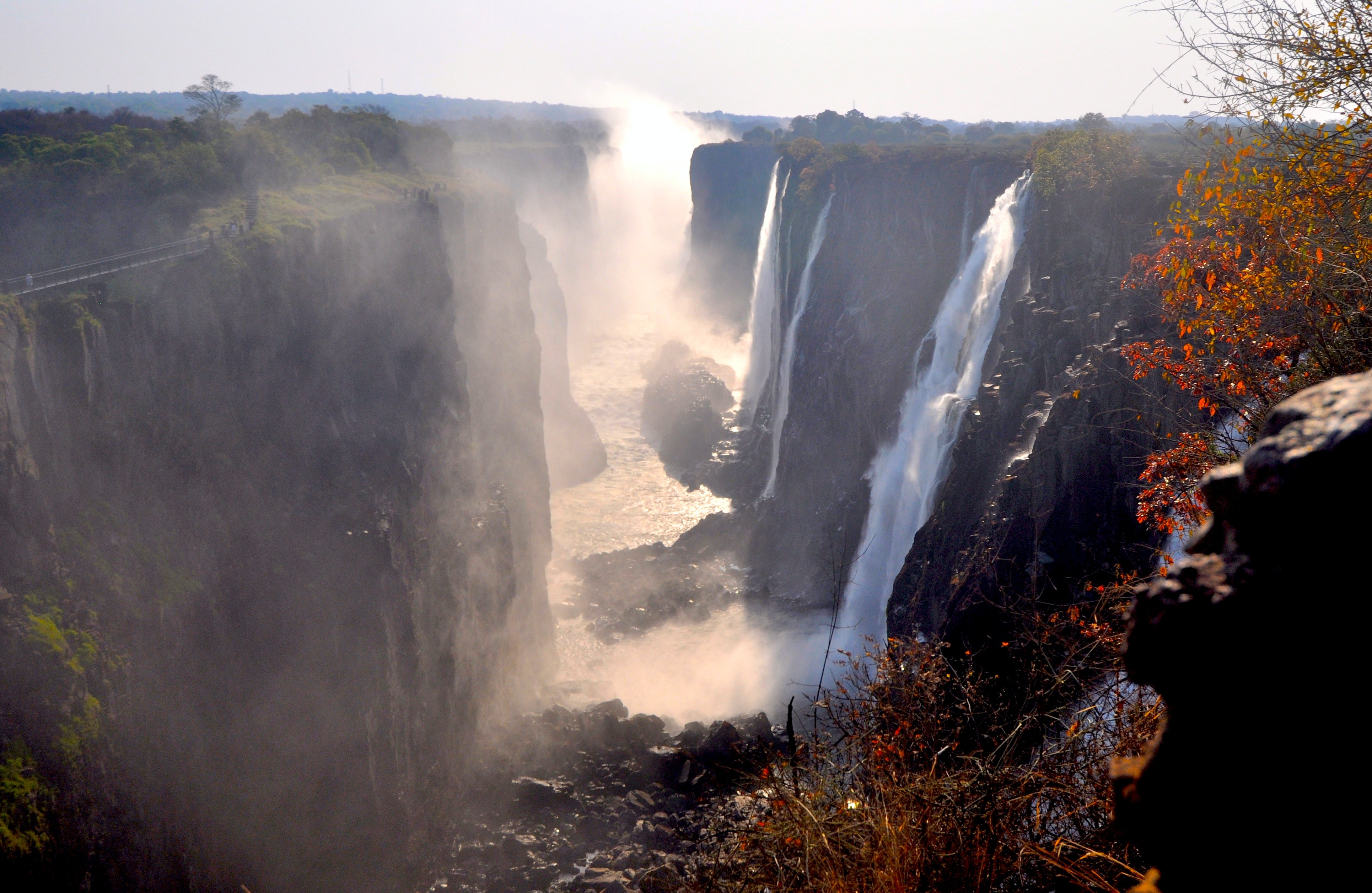
Первое ущелье, со стороны Замбии
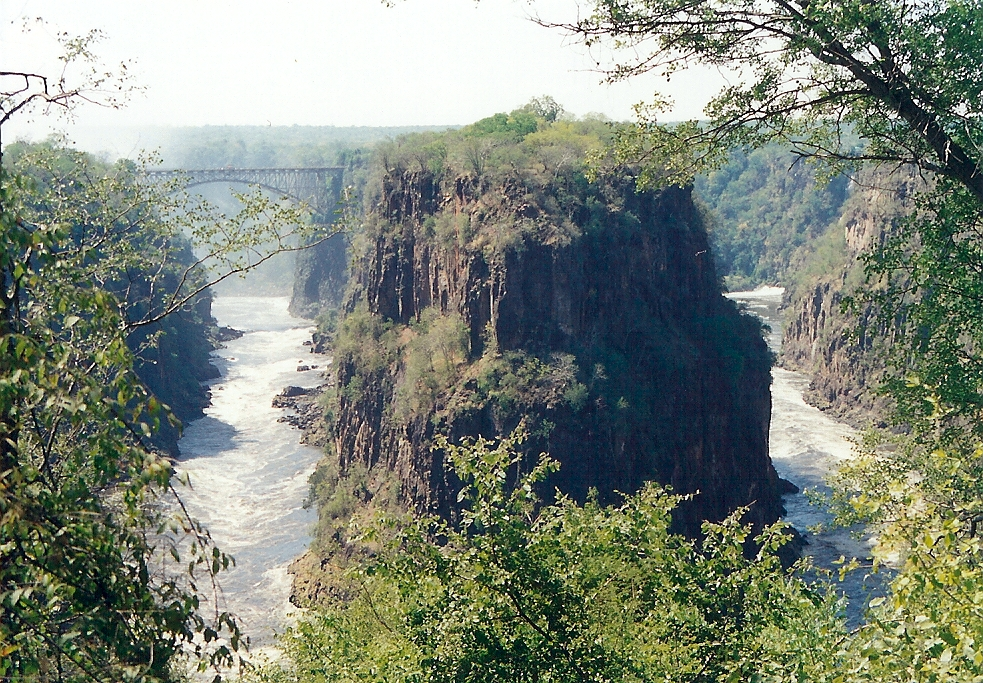
Второе (с мостом) и Третье ущелья
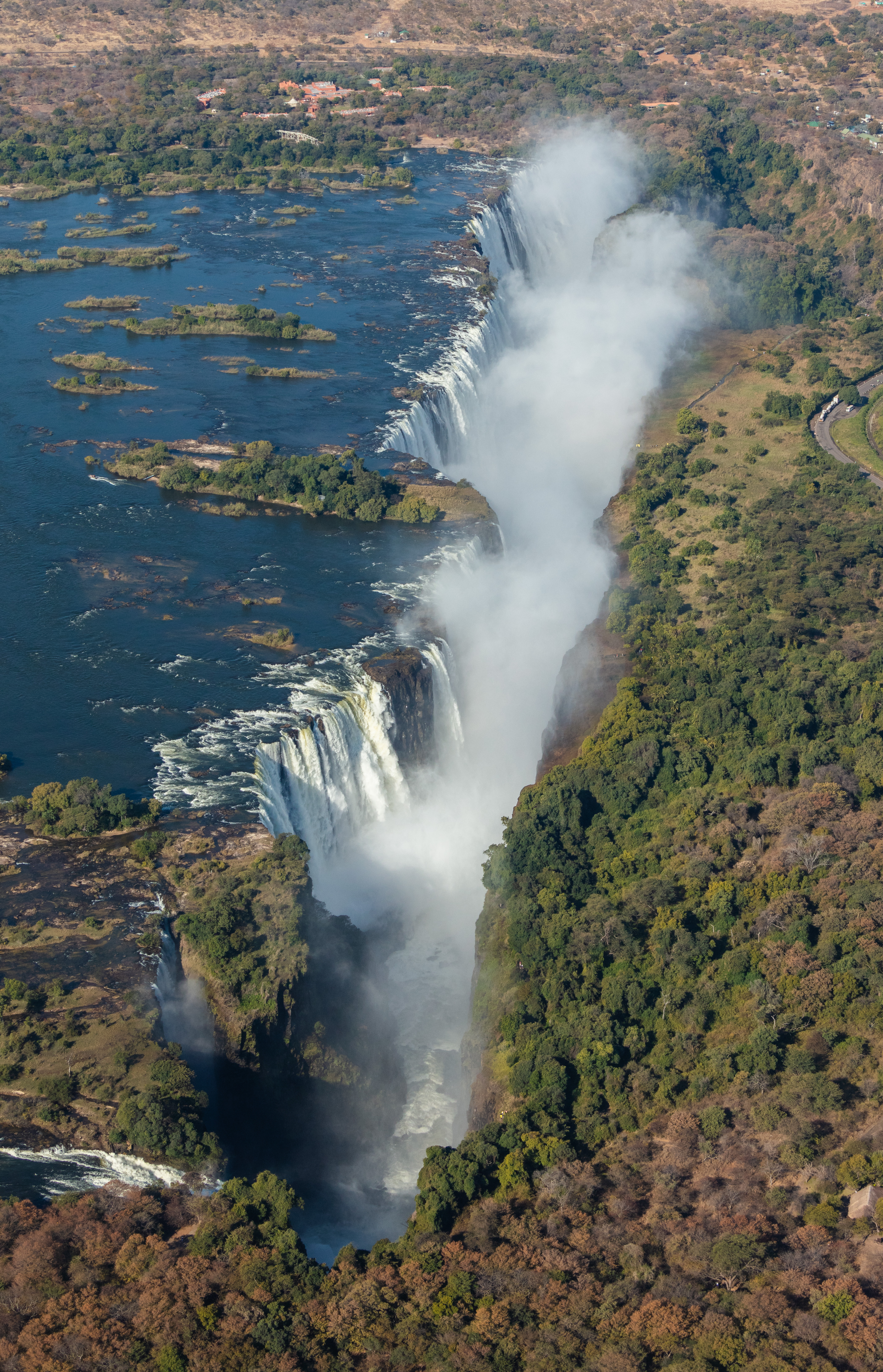
На границе Замбии и Зимбабве
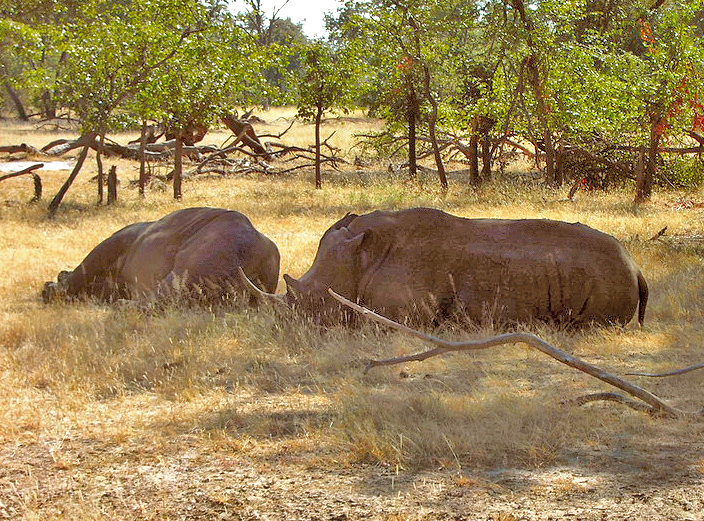
Национальный парк Моси-оа-Тунья, Замбия